# Divisões administrativas da Ucrânia
Ucrânia é subdividida em 27 regiões: 24 oblasts, uma república autônoma, e duas "cidades com status especial".

## Visão geral
O sistema de organização territorial ucraniano reflete o estatuto do país como um estado unitário (conforme figura na constituição do país), com regime jurídico e administrativo  unificado para cada subdivisão. 
A Ucrânia se divide em 24 oblasts (província ou região) e uma república autônoma - a Crimeia, que obteve esse estatuto especial desde o colapso da União Soviética. Desde então, deixou de ser um oblast (província ou região), passando a ter o seu próprio governo e  constituição própria. Além disso, as cidades de Kiev, a capital da Ucrânia, e Sebastopol também têm estatuto jurídico especial. 
Cada oblast ucraniano tem, pelo menos, uma cidade com estatuto especial - sendo que essa cidade é sempre o centro administrativo da região. Além disso, cada oblast é dividido em vários raions (distritos). Os 24 oblasts e a Crimeia se subdividem em 490 raions ou unidades administrativas de segundo nível. A área média de um raion ucraniano é de 1 200 km², e a população média é de 52 000 habitantes. A maioria dos oblasts da Ucrânia  tem o nome das respectivas capitais. A cidade de Kiev, no entanto, é administrativamente independente do oblast de Kiev, dentro do qual se encontra.

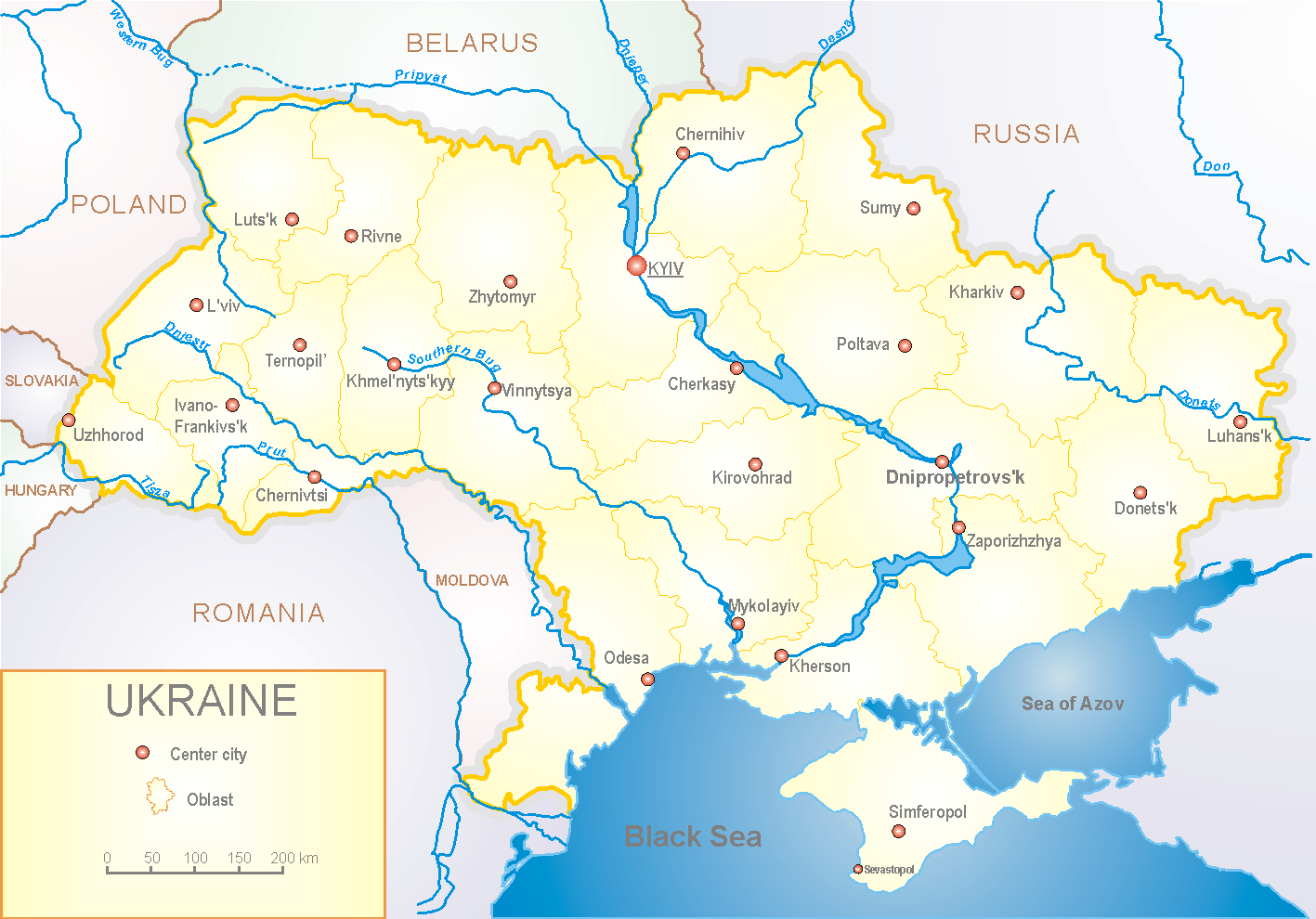
Mapa do primeiro nível de divisão administrativa da Ucrânia.

As zonas urbanas (cidades) podem estar subordinadas ao Estado (como no caso de Kiev e Sebastopol) ou às administrações dos oblasts e raions, a depender de sua população e importância sócio-econômica. As unidades administrativas inferiores incluem os assentamentos urbanos menores, onde há estabelecimentos industriais, serviços educacionais e redes de transporte. Por último, estão as comunidades rurais ou aldeias.
No total, existem na Ucrânia 457 cidades, das quais 176 são administradas pelos oblasts, 279 pelos raions  e duas possuem estatuto jurídico especial. Há também 886 asentamentos de tipo urbano e 28 552 aldeias.
A divisão administrativa da Ucrânia foi diretamente herdada da administração local republicana da União Soviética, a RSS da Ucrânia, e não mudou principalmente desde meados do século XX. O sistema é um tanto complexo, tendo, ao lado dois níveis de subdivisão territorial, uma classificação de assentamentos.

## Subdivisões
A Ucrânia está subdividida em 24 oblasts (em ucraniano: oblasti, singular oblast' - região ou província), uma República autônoma (avtonomna respublika) e  duas cidades independentes (mista, singular misto):

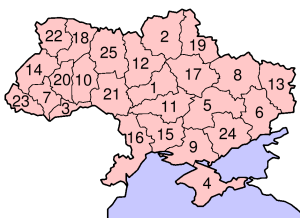
Óblasts e República autônoma da Ucrânia

| nº | nome            | capital         | área (km²) | população (censo 05/12/2001) | densidade (hab./km²) | população (estimativa 01/03/2006) |
| -- | --------------- | --------------- | ---------- | ---------------------------- | -------------------- | --------------------------------- |
| 1  | Tcherkássi      | Tcherkássi      | 20.900     | 1.402.969                    | 67,13                | 1.335.064                         |
| 2  | Tchernigov      | Chernigov       | 31.865     | 1.245.260                    | 39,08                | 1.156.609                         |
| 3  | Tchernivtsi     | Chernivtsi      | 8.097      | 922.817                      | 113,97               | 904.423                           |
| 4  | Crimeia a       | Simferopol      | 26.081     | 2.033.736                    | 77,98                | 1.972.904                         |
| 5  | Dnipropetrovsk  | Dnipro          | 31.974     | 3.567.567                    | 111,58               | 3.438.267                         |
| 6  | Donetsk         | Donetsk         | 26.517     | 4.841.074                    | 182,56               | 4.600.012                         |
| 7  | Ivano-Frankivsk | Ivano-Frankivsk | 13.928     | 1.409.760                    | 101,22               | 1.385.261                         |
| 8  | Kharkiv         | Kharkiv         | 31.415     | 2.914.212                    | 92,76                | 2.808.701                         |
| 9  | Kherson         | Kherson         | 28.461     | 1.175.122                    | 41,29                | 1.123.002                         |
| 10 | Khmelnitski     | Khmelnitski     | 20.645     | 1.430.775                    | 69,30                | 1.367.892                         |
| 11 | Kirovogrado     | Kirovogrado     | 24.588     | 1.133.052                    | 46,08                | 1.057.951                         |
| 12 | Kiev            | Kiev            | 28.131     | 1.827.894                    | 64,98                | 1.755.497                         |
| 13 | Lugansk         | Lugansk         | 26.684     | 2.546.178                    | 95,42                | 2.398.666                         |
| 14 | Lviv            | Leópolis        | 21.833     | 2.626.543                    | 120,30               | 2.555.834                         |
| 15 | Mykolaiv        | Mykolaiv        | 24.598     | 1.264.743                    | 51,42                | 1.217.103                         |
| 16 | Odessa          | Odessa          | 33.310     | 2.469.057                    | 74,12                | 2.387.543                         |
| 17 | Poltava         | Poltava         | 28.748     | 1.630.092                    | 56,70                | 1.544.085                         |
| 18 | Rivne           | Rivne           | 20.047     | 1.173.304                    | 58,53                | 1.154.682                         |
| 19 | Sumi            | Sumi            | 23.834     | 1.299.746                    | 54,53                | 1.221.368                         |
| 20 | Ternopil        | Ternopil        | 13.823     | 1.142.416                    | 82,65                | 1.107.294                         |
| 21 | Vinnitsa        | Vinnitsa        | 26.513     | 1.772.371                    | 66,85                | 1.691.061                         |
| 22 | Volínia         | Lutsk           | 20.144     | 1.060.694                    | 52,66                | 1.036.891                         |
| 23 | Transcarpátia   | Uzhhorod        | 12.777     | 1.258.264                    | 98,48                | 1.241.887                         |
| 24 | Zaporíjia       | Zaporíjia       | 27.180     | 1.929.171                    | 70,98                | 1.856.979                         |
| 25 | Jitomir         | Jitomir         | 29.832     | 1.389.466                    | 46,58                | 1.328.158                         |
|    | Kiev b          | Kiev            | 839        | 2.611.327                    | 3.112,43             | 2.654.621                         |
|    | Sebastopol b    | Sebastopol      | 864        | 379.492                      | 439,23               | 376.939                           |
|    | Totais          |                 | 603.628    | 48.457.102                   | 80,28                | 46.678.694                        |

a) República autônoma - b) Cidades independentes